# Морленд, Джордж
Джордж Морленд, Морланд (англ. George Morland; 26 июня 1763, Лондон — 29 октября 1804, Лондон) — английский живописец, представитель романтизма.

## Жизнь и творчество
Джордж Морленд родился в семье художника, гравёра и реставратора Генри Роберта Морленда; он был третьим из 6 детей. Рисовать начал ещё в детстве, некоторые из его работ того времени выставлялись в Королевской академии художеств в 1773 году, а затем в Обществе свободных художников в 1775 и 1776 годах. Повторная экспозиция работ Джорджа Морленда в Королевской академии состоялась в 1778, 1779 и 1780 годах. Некоторое время Морленд учился в школе при Королевской академии, однако главным его преподавателем был отец, у которого «в подмастерьях» Джордж работал 7 лет, начиная с 14-летнего возраста. Он изучал также произведения старых мастеров, посещая художественные галереи.
В 1785 году художник совершил поездку во Францию, а на следующий год женится. Брак этот, состоявшийся по большой взаимной любви, принёс в жизнь Морленда значительные перемены, в том числе негативные. Финансовые его дела вскоре пришли в полный упадок, и в 1789 году ему пришлось бежать от кредиторов из Лондона в Лестершир. В 1799 году он вновь скрылся от кредиторов, на этот раз на остров Уайт, некоторое время жил в Ярмуте, но в конце года вернулся в Лондон. Здесь Морленд был арестован за долги и заключён в Королевскую тюрьму Бенч. В 1802 году художник был освобождён, но 19 октября 1804 года вновь арестован.

### Гибель
Зная, что он тяжело и неизлечимо болен (менингитом), художник 30 октября 1804 покончил жизнь самоубийством. Жена пережила Джорджа всего на три дня и скончалась 2 ноября. Они вместе похоронены в лондонской Сент-Джеймской часовне.

## Творческое наследие
Джордж Морленд известен прежде всего своими полотнами, изображающими животных и сценки из сельской жизни; он писал также и портреты. Наиболее талантливые из них были созданы между 1790 и 1794 годами. В его произведениях чувствуется влияние творчества Гейнсборо и старых голландских мастеров. Джордж Морленд был одним из лучших представителей английской школы живописи XVIII столетия. Советский искусствовед, старший научный сотрудник Отдела западноевропейского искусства Эрмитажа Л. А. Дукельская считала что «этот, несколько наивный реализм, показывающий повседневную жизнь без сложных драматических коллизий или нарочитой анекдотичности сюжета, характерен для работ Морленда 1790-х годов». Напротив, А. Д. Чегодаев считал Морленда подражателем Грёза и характеризовал его работы как «слезливый жанр».
В Эрмитаже находится пять картин Джорджа Морленда и одна работа его подражателя.

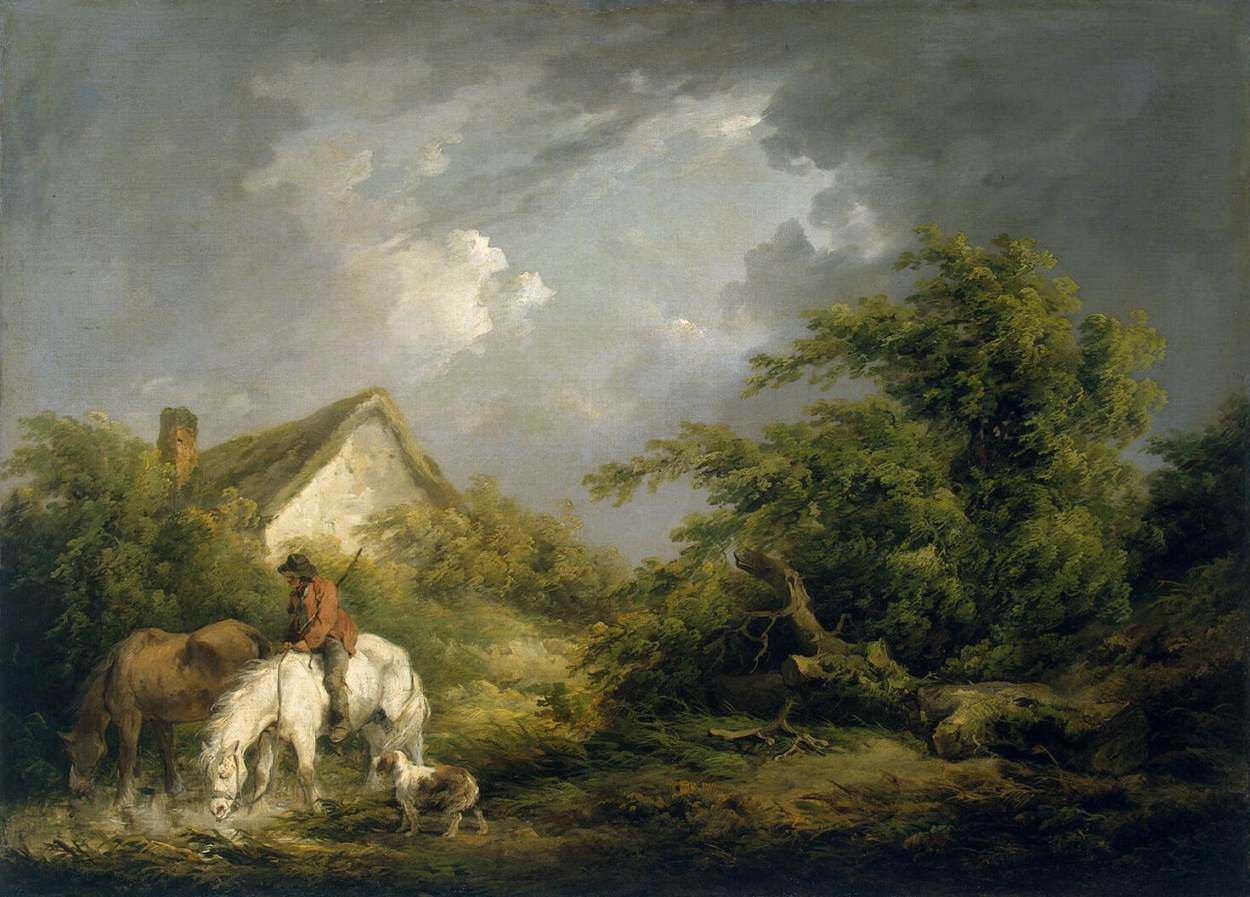
Приближение грозы. Эрмитаж
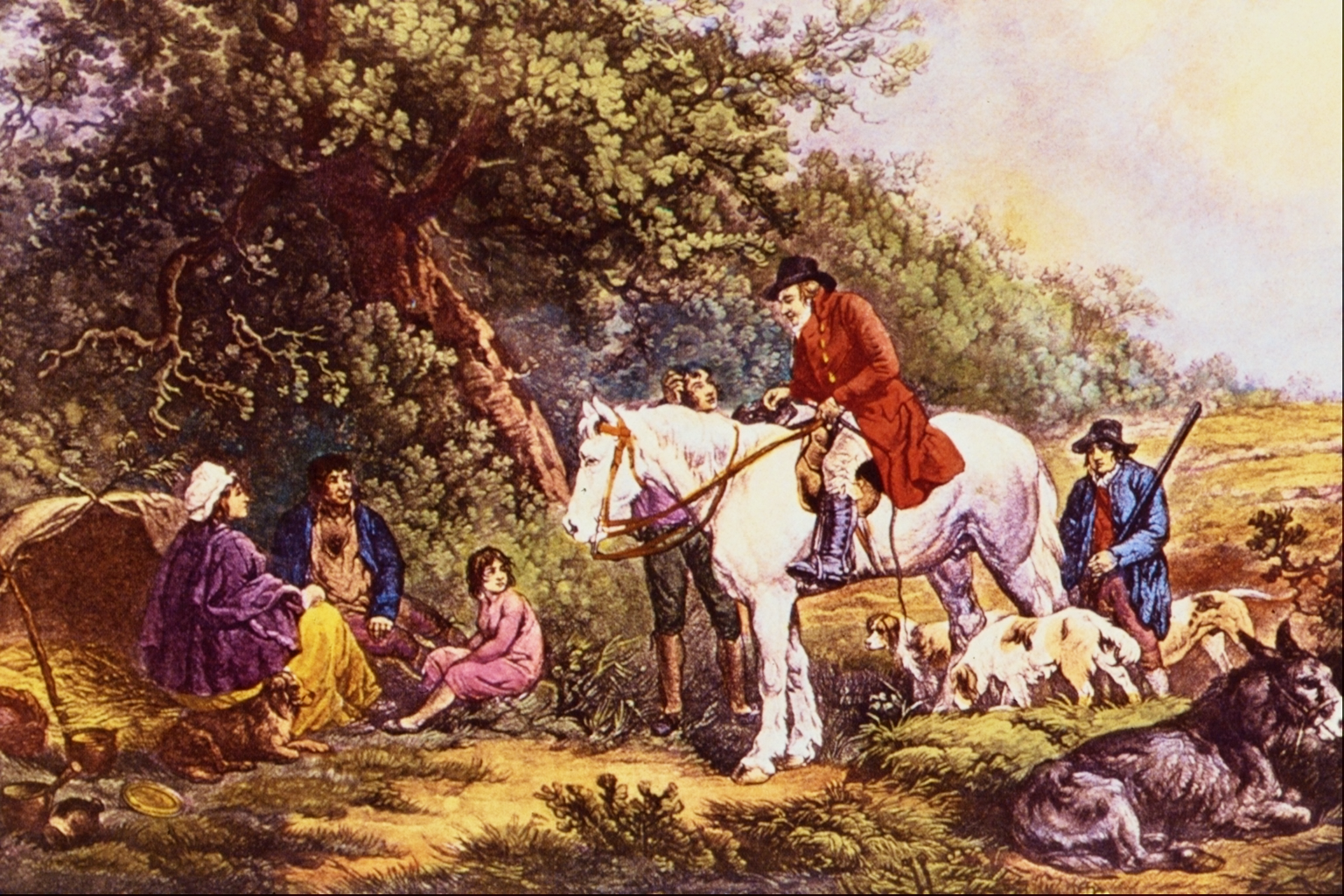
Утро спортсменов
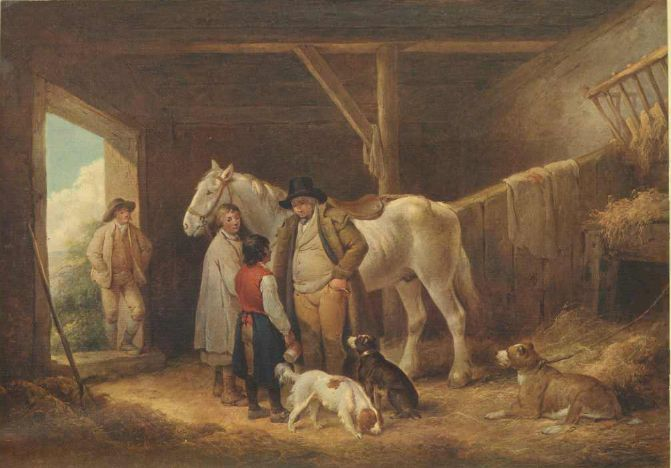
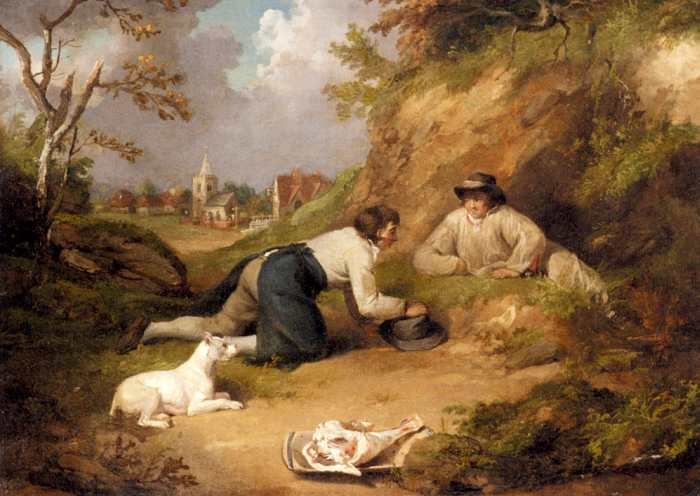
Двое с собакой охотятся на кролика
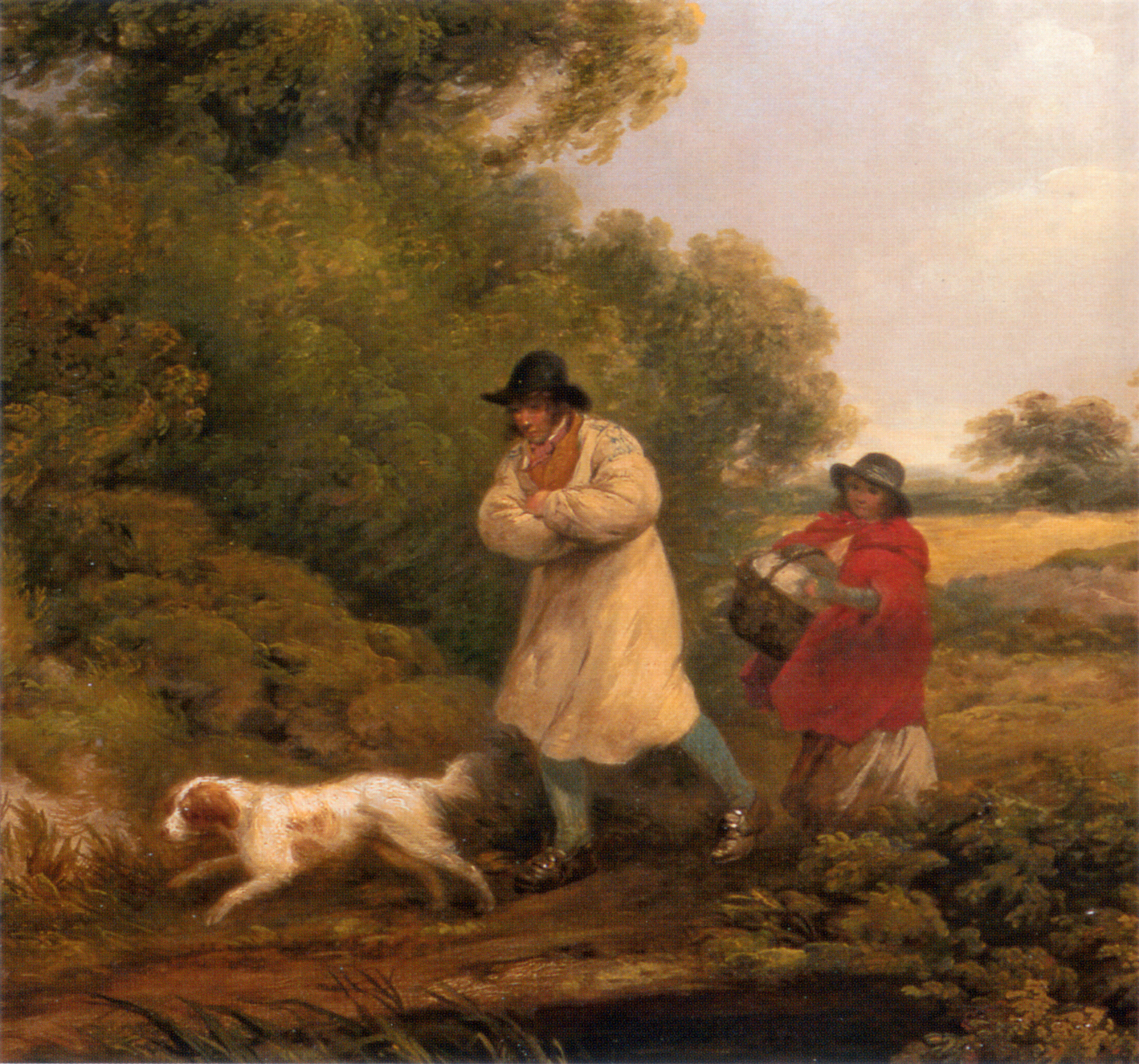
Ветреный день
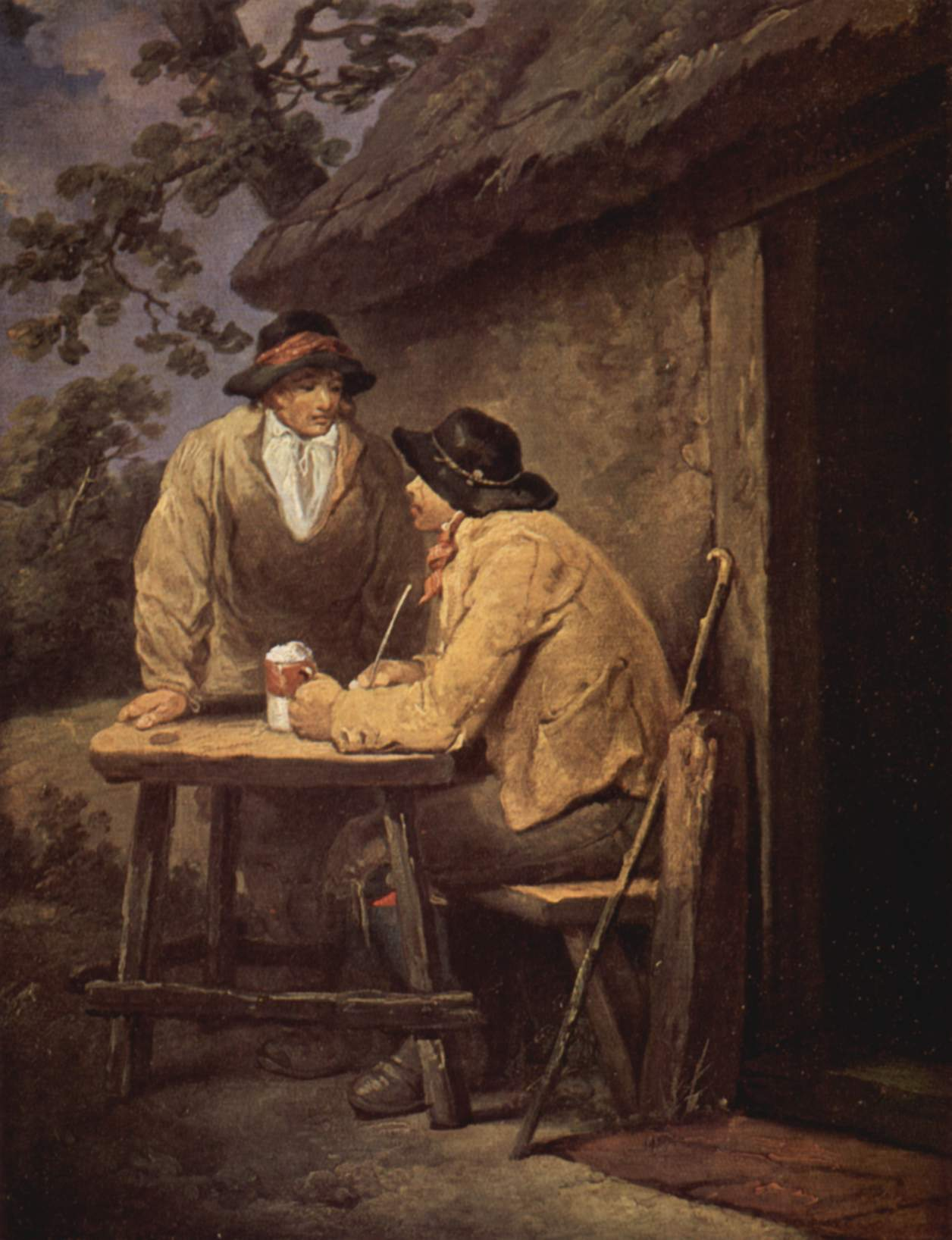
Перед трактиром
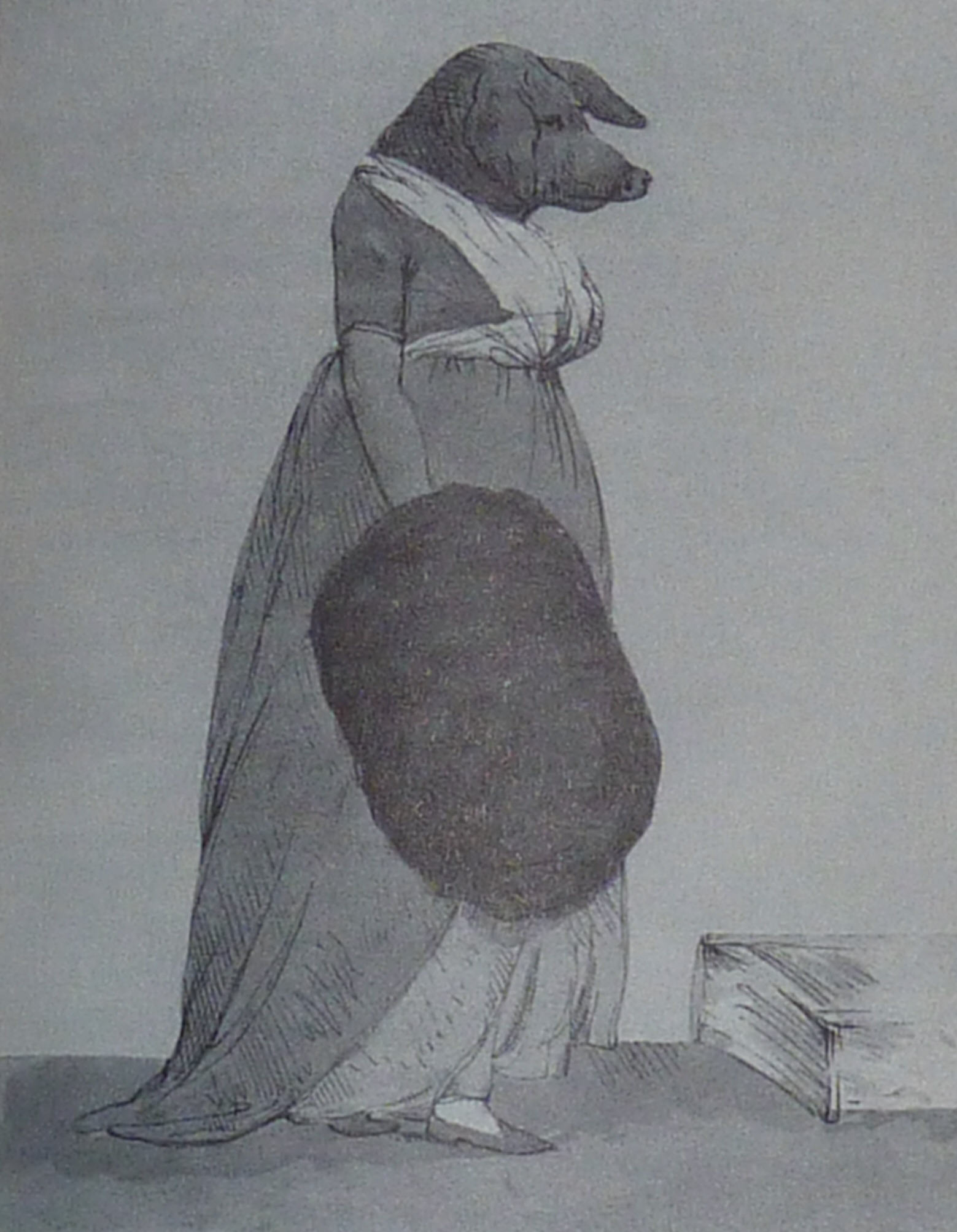
Чудесная миссис Аткинсон
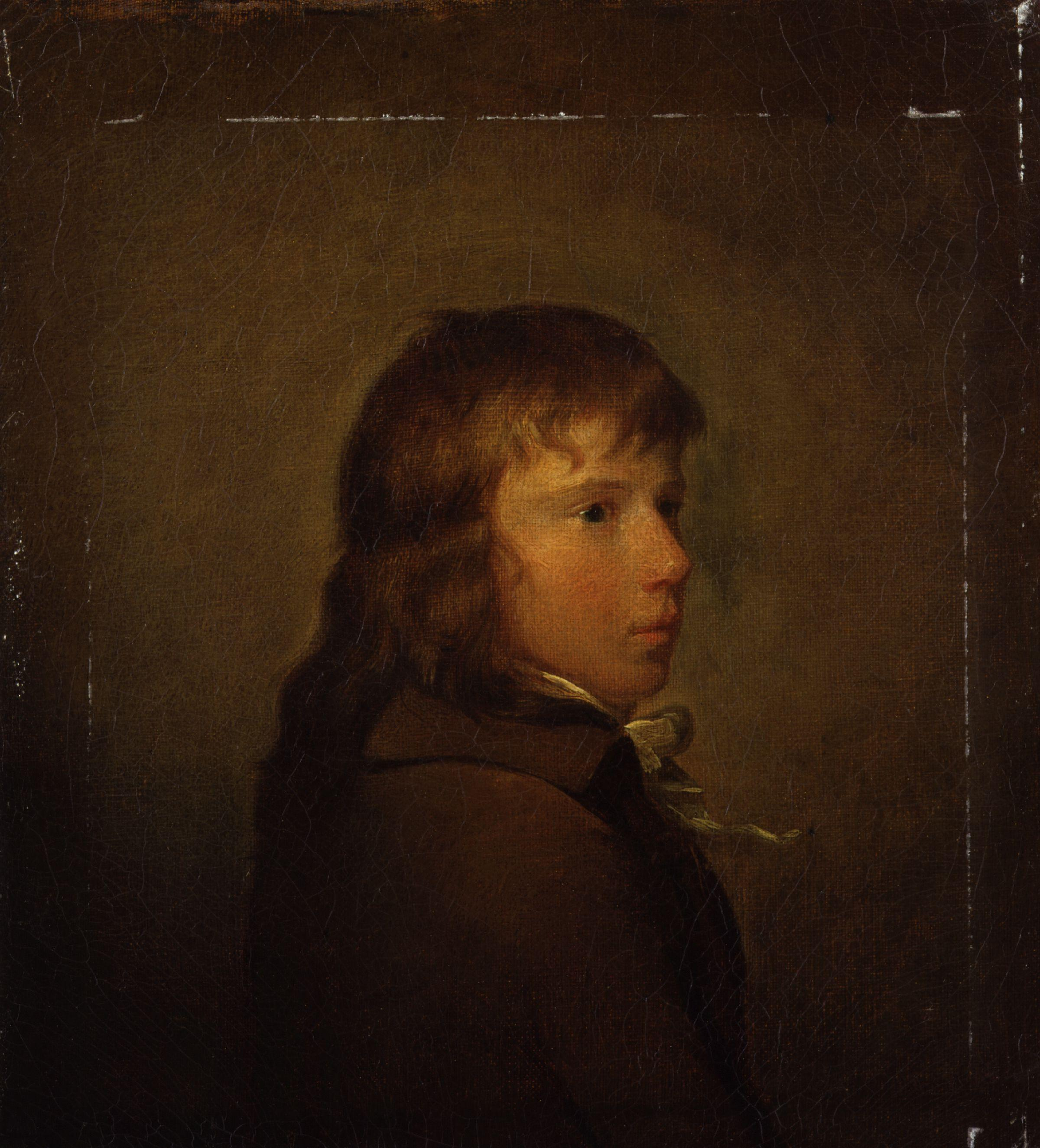
Автопортрет
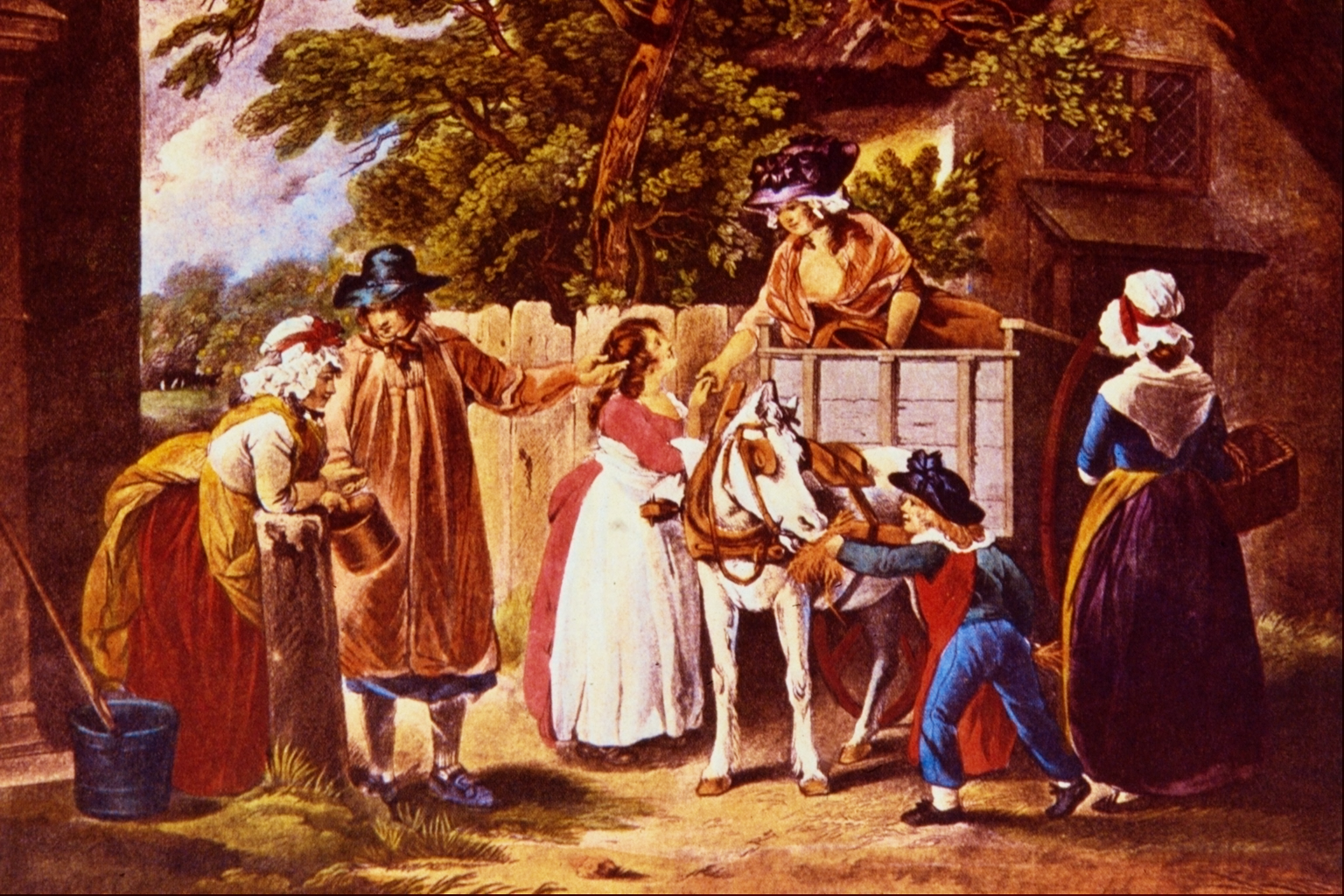
Фермерская торговля (1801)
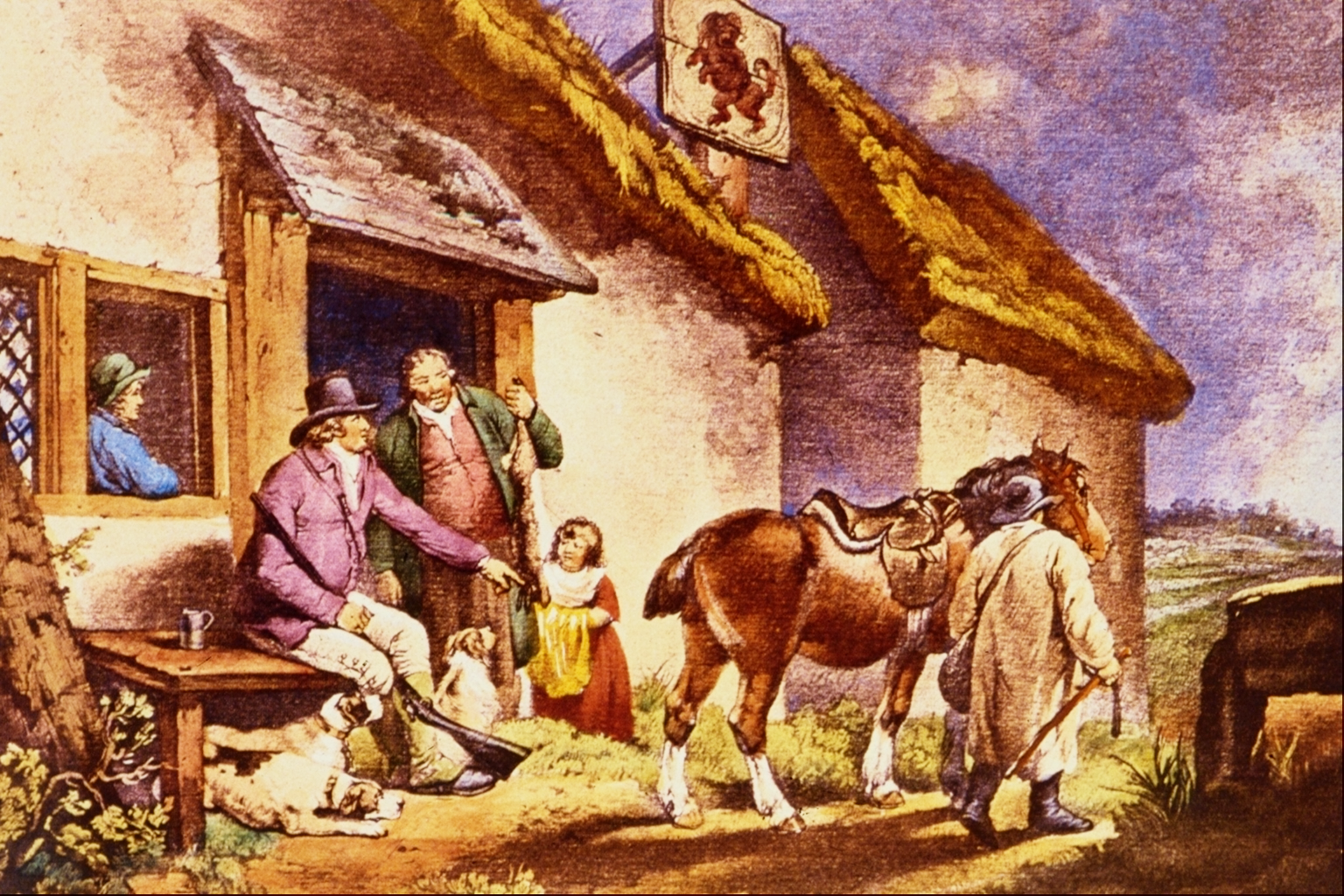
Первое сентября, вечер.